# Jimaguayú
Jimaguayú – miasto na Kubie, w prowincji Camagüey. W 2004 r. miasto to zamieszkiwało 21 169 osób.